# СевКавНИПИгаз
АО «СевКавНИПИгаз» (Северо-Кавказский научно-исследовательский проектный институт природных газов) — российская компания.
АО «СевКавНИПИгаз» — научный центр в системе ПАО «Газпром» в области строительства, эксплуатации и ремонта газовых и газоконденсатных скважин, по решению вопросов вскрытия продуктивных пластов в условиях аномальных пластовых давлений. Более 45 лет разработки института востребованы на рынке газовой промышленности.

## История
Открытие целого ряда крупных газовых и газоконденсатных месторождений на Ставрополье и Кубани создало избыток топлива и химического сырья в этом районе, в то время центральные и другие районы страны испытывали острую потребность в них. Необходимость добычи значительных объёмов газа и переброски его на большие расстояния потребовали решения многих практических и теоретических задач, связанных с разработкой крупнейшего Северо-Ставропольского и других месторождений и созданием газотранспортных систем большой мощности и протяженности. Для решения многих из этих задач в 1962 году и была создана Ставропольская комплексная научно-исследовательская лаборатория ВНИИгаза. Так в соответствии с приказом Министерства газовой промышленности от мая 1962 года в г. Ставрополе, в бараке, расположенном по ул. Ленина 425, образовалось первое научное подразделение Газпрома.
Уже через пять лет СКНИЛ ВНИИгаза был преобразован в Северо-Кавказский филиал ВНИИгаза приказом по Мингазпрому от 17 апреля 1967 года. Началось строительство первой очереди лабораторного корпуса по ул. Ленина 419.
А 23 мая 1971 года приказом № 45 Мингазпрома СКФ ВНИИгаза был преобразован в Северо-Кавказский научно-исследовательский институт природных газов. Двенадцать научных лабораторий и вычислительный центр разместились в двух четырёхэтажных лабораторных корпусах.
В 1993 году приказом № 2 от 01 марта по РАО «Газпром» институт СевКавНИПИгаз преобразован в акционерное общество ОАО «СевКавНИПИгаз».